# 陳奕斉
陳 奕斉（ちん えきさい、チェン・イーチー、1972年8月27日 - ）は、台湾の政治家。台湾基進の党首を務める。祖籍は嘉義県朴子市。高雄市出身。

## 政界
海峡両岸関係協会の社長である陳雲林が2008年に台湾に来たとき、当時の馬英九政府は警察を使って抗議者を追放した。陳奕斉は「スーパーブルーアンドグリーン」の共同ブログのコラムに次のように書いている。「...現時点では、完全に放棄して仲間の旅行者として民主進歩党に別れを告げることができ、台湾の政治的スペクトラムで台湾の人々の方向に進んで引き離すことができます。台湾の政治スペクトルの分布は、根本的で強力な翼を提供しています...台湾の人々の未来と未来は保証されます!!」。
2011年の春、彼は正式に政治宣伝の段階に入り、金曜に陳は続けて彼の政治観を南沙と台北哲学で紹介した。2012年4月27日、「2012年以降の政治改革のアルキメデスポイントの発見」の説教の後、組織が正式に発足した。
2013年から2014年初頭にかけて、台南コミュニティ大学で「政治の転倒」コースを開講し、拠点のバックボーンを拡大することに加えて、国立雲林科技大学、台湾独立建国連盟、台南Masa LoftCafé、「KMTの権力の継続を妨げる方法」フォーラムなど。その間、それは台湾独立建国連盟によって承認され、同盟は北の貴人棟の最初のパートナーとなった。
2015年1月18日、「台湾基進国家合同事務所」が設立され、内務省に政治団体の設立申請をしたことが発表された。

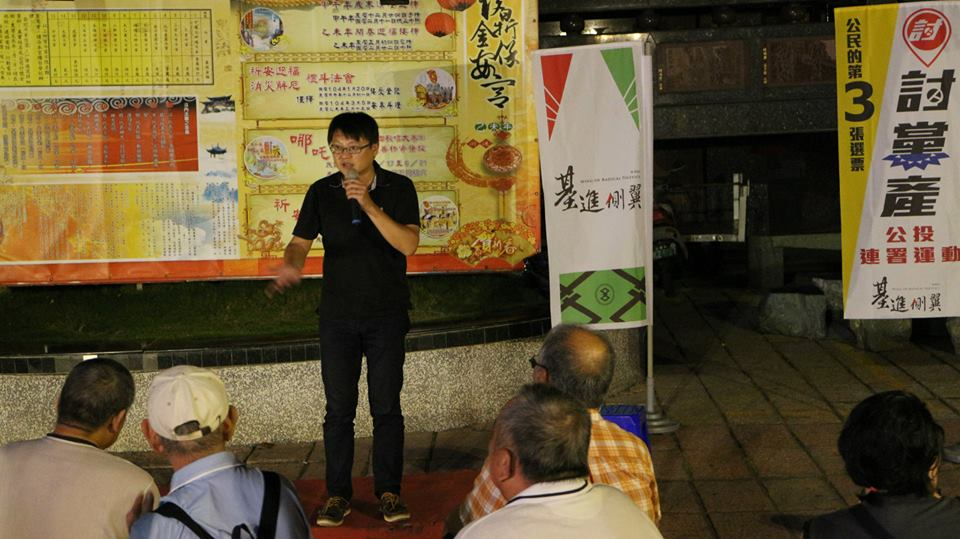
陳奕斉討中国国民党党産国民投票宣講

2015年3月30日、台湾基進の陳奕斉と台湾団結連盟、台湾独立建国連盟、党財産ゼロ化同盟、黄国昌、フレディ・リムは、中国国民党党国民投票の共同署名を共同で推奨した。
台湾団結連盟は、新世代の力を組み合わせて中国に対する陣営を強化することを望んで、2016年に積極的に台湾基進に接触した。台湾団結連盟の元大統領と精神指導者である李登輝が目撃した両陣営は、正式に協力協定に調印し、陳奕斉を台湾団結連盟の最初の立法府に指名した。結局、彼は立法院に入ることに失敗した。
2020年は台湾基進不分区名簿2番目で出馬も当選ならず。

### 政治思想
- 台湾独立であり、中国国民党を批判している。
- 格差是正や貧困の解消等の社会的公正を訴えるなど左派とされる。
- 台湾基進の創設メンバーである。
- アムネスティ・インターナショナルで人権活動にも参加しており、チベットやウイグルの解放を訴えており、中華人民共和国を批判している。日本で講演も行ったことがある。

## 著作
- 「〈遇見新興民族：南中國台資企業的勞資關係---海峽兩岸三地的勞資關係與勞工政策〉，《香港海峽兩岸關係硏究中心硏究專書》No.6」
- 「〈The preliminary Remarks of Unemployment Problems in Taiwan〉，《In Problems of Down-Positions and Re-employment in mainland China.》 ed. by Law Department of Beijing University and Association of Social Protection of Hong Kong. 2000 (in Chinese).」
- 「《New Bondage and Old Resistance: Realities and Challenges of the Labour Movement in Taiwan.》, Hong Kong: Hong Kong Christian Industrial Committee Press」
- 「《想像越界：國際與在地政經批判》」
- 「《移民、苦力、落腳處：從布袋人到高雄人》」
- 「《國民黨治台片斷考》」
- 「《黨國治下的台灣草民史》」
- 「《看！中國熱？！》」
- 「《新荷蘭學：荷蘭強大幸福的16個理由》」
- 「《打狗漫騎：高雄港史單車踏查》」